# Pasador (mecánica)

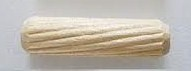
Pasador de madera

Un pasador es un elemento de fijación mecánica desmontable, de forma cilíndrica o cónica, cuyos extremos pueden variar en función de la aplicación. Se emplea para la fijación de varias piezas a través de un orificio común, impidiendo el movimiento relativo entre ellas. El empleo de estos sistemas de fijación es de gran uso en máquinas industriales y productos comerciales; como dispositivos de cierre, posicionado de los elementos, pivotes, etc.
Entre otra serie de materiales, se fabrican principalmente de acero, ya que por su alta resistencia y por la gran variedad de aceros disponibles, permite que puedan usarse en condiciones muy dispares de esfuerzos, corrosión, etc. Los fabricados con latón son muy utilizados por su bajo coste de fabricación, y los de madera son muy utilizados en aplicaciones en las cuales las piezas a unir son de madera, por ejemplo en muebles. Están diseñados para soportar esfuerzos cortantes, endureciéndolos para resistir lo máximo posible, aun así, son diseñados para que se rompan antes de que las piezas del ensamblaje se dañen.
Además de su bajo coste, presentan la ventaja de ser una unión mecánica fácilmente desmontable, sin embargo en ocasiones es necesario realizar diversos procesos de preparación del agujero, para obtener una inserción adecuada. Existe una gran variedad de tipos y tamaños estándar de pasadores disponibles, además de diseños especiales para ciertas aplicaciones.

## Clasificación
La clasificación general de pasadores es:
Pasadores de máquina:
- Pasador cilíndrico
- Pasador cónico
- Pasador ajustado
- Pasador de aletas
- Pasadores de alambre

Pasadores de Fijación radial:
- Pasador estriado
- Pasador moleteado
- Pasador elástico

Pasadores de liberación rápida:
- Pasadores push-pull
- Pasadores de cierre positivo